# Esteban Lazo
Juan Esteban Lazo Hernández (Jovellanos, 26 febbraio 1944) è un politico cubano.
Il 25 febbraio 2013 è stato eletto presidente dell'Assemblea nazionale del potere popolare di Cuba.
In precedenza è stato vicepresidente del Consiglio di Stato di Cuba. È membro del Politburo del Comitato Centrale del Partito Comunista di Cuba.